# Svoboda sdružování
Právo veřejně se sdružovat za účelem „vytváření, šíření a prosazování názorů a idejí“ je jedním ze základních práv moderní demokratické společnosti, nejenom pro občany daného státu ale všeobecně pro lidi, kteří v něm žijí. V České republice je svoboda sdružování zaručena Listinou základních práv a svobod (článek 20), Mezinárodním paktem o občanských a politických právech (článek 22) a Úmluvou o ochraně lidských práv a základních svobod (článek 11).
Svou charakteristikou je sdružovací právo provázáno se shromažďovacím právem, neboť obě tyto práva jsou považována za neoddělitelnou součást svobody projevu. Kategoricky se řadí k politickým právům, neznamená to však, že slouží k čistě politickým účelům. Spíše je tím poukazováno na skutečnost, že toto právo hraje významnou roli při vytváření veřejného mínění.

## Typologie sdružení
Definice samotného slova sdružení bývá často sporná, nicméně sdružování v souladu se sdružovacím právem je tradičně rozdělováno do tří kategorií:
- Politické strany.
- Odbory - projev tzv. koaliční svobody (v Listině základních práv a svobod je koaliční svoboda upravena samostatně v článku 27).
- Ostatní sdružení - skupiny či spolky jejichž aktivita se nevztahuje k politické činnosti. Tato sdružení mohou být založena za kulturními, sportovními, vzdělávacími, ekologickými i společenskými účely.

## Pozitivní a negativní aspekt
Sdružovací právo je zárukou svobody ve dvojím smyslu. Na jedné straně dává člověku právo být členem sdružení, které si sám vybere, nebo které se rozhodne založit. Pokud je člověk členem sdružení, má právo být chráněn před diskriminací, jež je vyvolávaná na základě předsudků, spojených s oním sdružením. Toto je zváno pozitivním aspektem. Negativní aspekt se vztahuje na svobodu, jež by se mohla jevit jako protiklad sdružovacího práva. Jedná se totiž o tzv. „právo nesdružovat se“, kdy člověk nemůže být nikým nucen, aby se stal členem sdružení, ani být diskriminován kvůli rozhodnutí nezačlenit se.

## Význam pro národnostní menšiny
Sdružení za účelem zachování a podporování kulturní identity je v demokratickém státě uznávanou součástí sdružovacího práva. Pro představitele národnostních menšin jsou tato sdružení obzvláště významná, neboť jim dávají příležitost posilovat svou kulturní hrdost, vytvářet a udržovat pospolitost uvnitř komunity, obhajovat svá práva a upevňovat své postavení ve společnosti jako celku. Za některých okolností mohou sdružování národnostních menšin vyvolávat obavy, zvláště pokud hrozí, že se jejich zájmy budou střetávat se zájmy většinových skupin. Úkolem demokratického řízení státu je však přijímat různorodost názorů i postojů ve společnosti a pomoci dosáhnout mezi nimi kompromisu, proto by tato sdružení neměla představovat hrozbu pro veřejnost.

## Otázka právní subjektivity sdružení
Podle Listiny základních práv a svobod, se svoboda sdružování vztahuje na kterékoli sdružení, bez ohledu na to zda má či nemá právní subjektivitu. Svobody sdružování se proto může dovolávat i sdružení existující pouze fakticky, tedy bez právem uznané formy.